# Le Loup-garou (Vian)
Pour les articles homonymes, voir Le Loup-garou.
Pour un article plus général, voir Liste chronologique des œuvres de Boris Vian.
Le Loup-garou est un recueil de treize nouvelles écrites par Boris Vian et publiées en 1970, onze ans après sa mort.

## Résumés
1. Le Loup-garou (publié en 1947) narre l'histoire de Denisse, un loup à la vie paisible, vivant à Ville-d'Avray. Son quotidien se transforme lorsqu'il se fait mordre par le Mage du Siam, qui se révèle être un loup-garou. Ainsi, un matin de pleine lune, Denisse se réveille transformé en homme. Il en profite pour découvrir Paris où sa journée ne sera qu'une succession de découvertes sur le mauvais comportement humain.
2. Un cœur d'or (publié dans La Bouteille à la Mer, n°63, 1949) est le récit de Aulne, qui vient voler le cœur d'or du père Mimile. Il s'enfuit, mais sa fuite est douce : il attend les « fliques », qui, eux-mêmes, ne se pressent pas. Aulne fait des acrobaties entre les immeubles, jusqu'au moment où Brise-Bonbon, un enfant laissé seul chez lui, décide de couper avec le rasoir de son père les doigts de Aulne, accroché à la fenêtre, entraînant sa chute.
3. Les Remparts du sud (écrit en 1946) narre les aventures du Major. Sans le sou, il se couvre de plus en plus de dettes. Après s'être procuré une nouvelle voiture, il propose à la famille Bison de descendre en voiture à Saint-Jean-de-Luz, en vacances. Face à la lenteur des services administratifs pour leur donner l'autorisation de voyager, la famille Bison décide d'y aller en train, tandis que le Major prend la voiture, avec deux amis. Il s'ensuit un voyage totalement surréaliste.
4. L'amour est aveugle (publié dans Paris-Tabou, n°1, 1949) raconte comment un brouillard tombé en une semaine, total et opaque, peut changer le cours des vies. Orvert Latuile se réveille après un long sommeil et ne découvre ce brouillard qu'à son réveil. Or, il s'agit d'un brouillard aphrodisiaque : les sens sont différents et les corps se promènent nus dans les rues. Orvert s'adapte, le temps d'une matinée, à cette météo capricieuse.
5. Martin m'a téléphoné à cinq heures (écrit en 1945), impressions d'un trompettiste en deux parties. Tout d'abord avant un concert pour la Croix-Rouge et les difficultés d'organisation pour rallier tous les membres du band au lieu du concert. Ensuite, le concert lui-même et le retour du trompettiste chez lui.
6. Marseille commençait à s'éveiller (écrit en 1949), courte et sombre histoire d'espionnage à Marseille, mettant aussi en scène un garçon-boucher, sur fond de Guerre froide.
7. Les Chiens, le désir et la mort (écrit par Vernon Sullivan en 1947) narre la chute d'un taximan à partir du moment où il rencontre une femme, Slacks, qu'il prend l'habitude de prendre tous les soirs, à la sortie de boîtes. Or c'est Slacks qui conduit et qui prend plaisir à renverser toutes sortes d'animaux. Un soir, elle a besoin de plus et renverse une jeune fille. Aussitôt poursuivie par la police, Slacks provoque un accident où elle décède. Le taximan, seulement blessé, raconte cette nouvelle avant d'être exécuté.
8. Les Pas vernis (publié dans Dans le Train, n°2, 1948), courtes aventures de Clams Jorjobert, qui gagne sa vie en volant des véhicules de plus en plus gros et en les revendant. Cela  jusqu'au jour où il écrase par mégarde le chien du directeur de la prison.
9. Une pénible histoire (publié dans Une Bouteille à la Mer, n°72, 1952) : Ouen travaille sur son piège à mots, quand il décide de faire un tour. Il croise diverses personnes et, sur un pont, une jeune fille qui se demande de quel côté du pont elle devrait se suicider. Se proposant de l'aider dans sa réflexion, Ouen l'invite dans un café où elle raconte son malheur.
10. Le Penseur (publié dans Dans le Train, n°15, 1949) est la (courte) vie en trois actes d'Urodonal Carrier qui, par la volonté du Saint-Esprit, est devenu un très grand philosophe.
11. Surprise-partie chez Léobille (publié dans Samedi Soir, 1947) : ce dimanche-là, le timide Folubert Sansonnet se réveille et se prépare à la surprise-partie pour l'anniversaire de son ami Léobille. De son côté, le Major s'y rend aussi car il a une vengeance à préparer contre Léobille. Lors de cette surprise-partie, Folubert rencontre de belles filles mais avec qui le contact ne passe pas à cause de sa timidité, tandis que le Major débarque pour la gâcher. Enivré, Folubert se bat contre le Major et il devient le héros de cette surprise-partie.
12. Le Voyeur (publié dans Sensations, n°32, 1951) narre l'aventure de Jean, qui arrive dans le petit village de montagne de Vallyeuse. Il y est pour le calme car ce village n'est guère touristique. Ainsi, dans son hôtel, seulement trois autres femmes qui, tous les jours partent tôt faire du ski et reviennent pour le souper. Les rapports entre les trois femmes et Jean sont tendus mais ce dernier est en vacances et ne recherche donc pas de complication. Un jour, lors d'une sortie, il chute et se blesse à la cheville. Sur la route du retour, il découvre les trois femmes, nues, s'adonnant à divers jeux. Surprises, elles décident de l'assommer et de l'enfouir sous la neige.
13. Le Danger des classiques (écrit en 1950, publié dans Bizarre, n°32-33, 1964) nous transporte en 1982 où un savant a réussi à mettre au point une machine qui puisse penser à partir de livres qu'elle lit. Il en explique le fonctionnement à Florence, son élève, qui désire l'essayer tout de suite. Elle lui met Toi et Moi et, aussitôt, la machine tombe amoureuse de Florence et devient la rivale du professeur lui aussi amoureux. Il s'ensuit un affrontement entre les deux prétendants.